# ريكساكتن

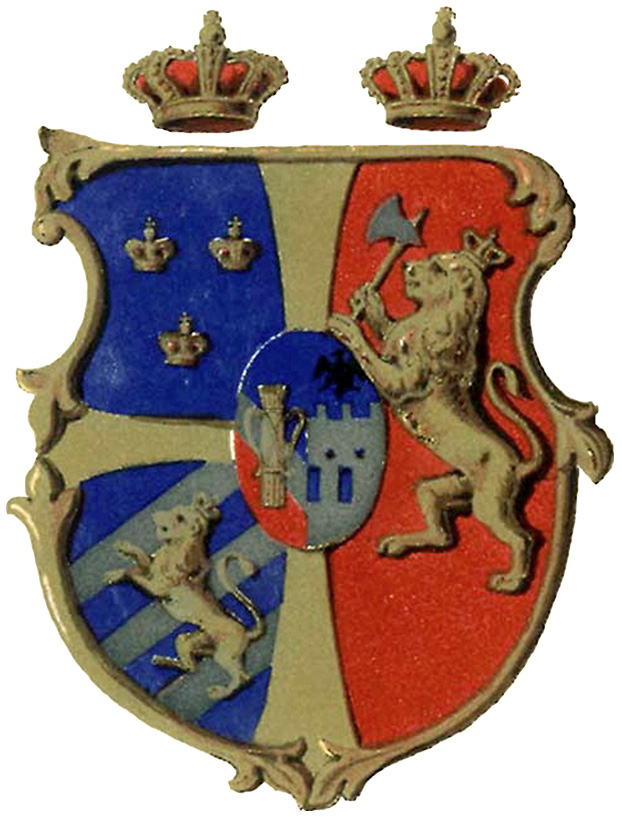
شعار نبالة الاتحاد بين السويد والنرويج، أُدخل في 1844

الريكساكتن (بالسويدية والنرويجية: Riksakten) وتعني حرفياً القانون الوطني/القومي، وهو قانون صدر في 1815 الذي نظمَ بنود الاتحاد الشخصي الدستوري بين السويد والنرويج الذي تأسس في 1814. كانت الوثائق الأساسية الوحيدة للاتحاد هي اتفاقية موس (Konventionen i Moss) والدستور النرويجي المعدل في 4 تشرين الثاني 1814. وقد تم تكييف الدستور النرويجي ليتلاءم مع الاتحاد قبل الدخول فيه؛ لكن بالمقابل لم يُعدل الدستور السويدي. لم يسمح الريكسداغ السويدي المحافظ أن يُعدّل دستور السويد لعام 1809. وبالتالي، كان يجب التفاوض على المعاهدة الثنائية لتوضيح إجراءات علاج المسائل الدستورية التي كان يجب أن تُقرر بشكلٍ مشترك من قبل الحكومتين.
تم التفاوض بشان قانون الاتحاد خلال ربيع 1815، برئاسة رئيس الوزراء النرويجي بيدر أنكر (Peder Anker) للوفد النرويجي. تحتوي المعاهدة على 12 مادة تتناول سلطة الملك، والعلاقة بين المجلسين التشريعين، وكيف تُمارس السلطة التنفيذية إن توفي الملك قبل أن يبلغ ولي العهد سن الرشد، والعلاقة بين الوزارات. كما أكدت المعاهدة على معالجة المسائل الخارجية في مجلس الملك بحضور رئيس الوزراء النرويجي.
حوت المعاهدة على 12 فقرة.

## اقرأ أيضاً
- الإسكندنافيوية
- النرويج في 1814
- حل الاتحاد بين السويد والنرويج

## روابط خارجية
- Riksakten at stortinget.no (بالنرويجية)